# Uraninit
Uraninit (starší český název smolinec), chemický vzorec UO2 (oxid uraničitý), je krychlový minerál nazvaný podle prvku uranu.

## Původ
- Magmatický – v žulových a syenitových pegmatitech.
- Hydrotermální – ve vysokoteplotních cínových a středně teplotních Co–Ni–Bi–Ag–As a dalších sulfidových žilách.
- Sedimentární – klastické sedimenty vzniklé v podmínkách atmosféry s malým obsahem kyslíku na rozhraní archaika (prahory) a proterozoika (starohory).
- Metasomatický

## Morfologie
Vzácné krystaly ve tvaru krychle či oktaedru, nebo dodekaedru, které mohou být až 11 cm velké. Většinou celistvý, někdy v žilkách a povlacích, nebo v zrnitých agregátech. Vyskytuje se i v podobě málo soudržných zemitých černých agregátů (tzv. uranová čerň).

## Vlastnosti

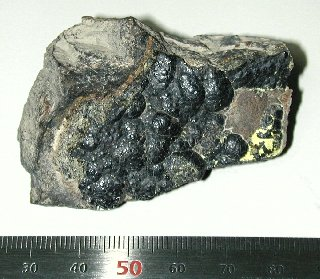
Vzorek z Jáchymova

- Fyzikální vlastnosti: Tvrdost 5–6, křehký, hustota 10,6 g/cm³ se s postupující oxidací snižuje až na 6,5 g/cm³, štěpnost dobrá podle {111}, lom nepravidelný až lasturnatý
- Optické vlastnosti: Barva: černá, šedá, zelenavá. Lesk mastný, matný, polokovový, průhlednost: opakní, vryp tmavě zelený až hnědočerný.
- Chemické vlastnosti: Složení: U 88,15 %, O 11,85 % (hmotnosti). Snadno oxiduje, takže vždy je přítomný i oxid uranový UO3. Kromě toho obsahuje také oxidy olova, thoria a další vzácné zeminy. Podle poměru uranu a olova se dá stanovit stáří uraninitu. Taktéž se v něm přirozeně vyskytuje radium a ve velmi nízké koncentraci i hélium. Stejně jako v případě olova jde o produkt radioaktivního rozpadu uranu. Před dmuchavkou se netaví, na dřevěném uhlí dává se sodou žlutý nálet. Rozkládá se v horké HNO3, dále v H2SO4 a méně v HCl.

## Podobné minerály
- psilomelan, thorianit

## Parageneze
- molybdenit, bismut, galenit, monazit, turmalín, slída, dolomit, aj.

## Získávání
Těžba v hlubinných dolech (žilní ložiska).

## Využití
Uraninit je nejdůležitější rudou uranu a radia. Dříve používaný k výrobě uranových barev, jako zdroj radia na léčebné preparáty. Nyní má uplatnění v energetice jako zdroj náplní palivových článků do jaderných elektráren, ve vojenství do jaderných hlavic, a tzv. ochuzený uran pak jako protitankové střelivo.
Další využití má v lékařství, biologii, metalurgii a v jiných oborech.
V rudě jáchymovského smolince objevili roku 1898 Pierre a Marie Curieovi prvek radium. Také helium bylo poprvé izolováno ze smolince, ačkoliv jeho existence v heliosféře byla prokázána již dříve spektroskopicky.

## Naleziště
Často se vyskytující minerál.
- Česko – Jáchymov, Dolní Rožínka, Příbramsko (Bytíz), Hamr u České Lípy
- Slovensko – Novoveská Huta
- Rusko – Karélie
- Anglie
- Kanada – Velké Medvědí jezero (společně se stříbrem); provincie Saskatchewan
- USA ve státech New Hampshire, Connecticut, Severní Karolína, Wyoming, Colorado, Nové Mexiko
- Jihoafrická republika
- a další.